# Leptostigma longiflorum
Leptostigma longiflorum là một loài thực vật có hoa trong họ Thiến thảo. Loài này được (Standl.) Fosberg mô tả khoa học đầu tiên năm 1982.